# My December
Albums de Kelly Clarkson
Breakaway
(2004) All I Ever Wanted
(2009)
Singles
My December est le troisième album studio de Kelly Clarkson. L'album est sorti le 22 juin 2007 en Allemagne et Italie, 23 juin 2007 en Australie, 25 juin 2007 au Royaume-Uni, en Pologne et en France, et le 26 juin 2007 aux États-Unis et au Canada. La chanteuse annonça le titre définitif de l'album le 27 février 2007 sur son site web. Kelly 
Clarkson a confirmé le titre de l'album sur son site fanclub le 27 février 2007. Depuis sa sortie, l'album s'est vendu à plus d'un million d'exemplaires aux États-Unis et est certifié disque de platine par RIAA, l'opus est également certifié disque de platine dans d'autres pays, incluant le Canada et l'Australie. L'album s'est vendu à plus de 3 millions d'exemplaires dans le monde.
L'album fut classé 5e meilleur album de l'année 2007 par les lecteurs du magazine Billboard. 
Kelly Clarkson a déclaré dans une interview qu'elle avait coécrit tous les titres de son album. 

## Date de sortie
My December est sorti le 26 juin 2007. Dans plusieurs entrevues, Clarkson mentionnait que la date de parution serait le 24 juillet, entre autres sur les ondes de Total Requested Live sur MTV. Quoi qu'il en soit, Clarkson a été récemment vue en entrevue dans l'émission Jimmy Kimmel Live et confirma que «My December» serait bien lancé le 26 juin, ainsi ses fans pourront apprendre les chansons avant que la tournée ne débute. Clarkson ajouta que la date de lancement initialement prévue, le 24 juillet, n'avait aucun sens à ses yeux.

## Rumeurs et conflit avec le label
Certaines sources ont rapporté que Clive Davis, le patron de Sony-BMG, était insatisfait de cet album. Davis voulait que Clarkson apporte des changements significatifs à l'album, et certaines rumeurs avancent qu'il aurait voulu changer tout l'album, et qu'elle enregistre un son totalement différent. Selon ces sources, Clarkson aurait refusé de changer quoi que ce soit dans son style de musique, et qu'elle aurait tout fait pour poursuivre sur sa voie, entraînant des relations conflictuelles entre elle et Davis. Ces propos ont initialement été démentis par les représentants de la RCA et Clive Davis, qui, lui, a spécifié que Clarkson était "une des artistes du top 4 des Sony BMG", et qui voulait assurer qu'elle était traitée comme telle,,. Pourtant, Clarkson elle-même a confirmé plus tard ces rumeurs, dans une interview pour Showbiz Tonight. Quand on lui a demandé si Clive voulait effectivement empêcher la sortie de l'album, Clarkson a répondu que "Il y a eu des discussions à ce sujet. Donc oui." Pour MTV, Clarkson a ajouté que "Cette fois, tout le monde a fait toute une histoire sur le label et moi qui n'aurait pas voulu enregistrer, mais ça arrive à chaque enregistrement. C'est juste la seule fois que les gens le savent, donc il n'y a rien de nouveau. Je ne me suis jamais compromise. Je ne pense pas qu'on le doive; c'est à ce moment-là qu'on commence à perdre des fans et de la crédibilité. Je pense qu'on doit toujours continuer de faire ce que l'on aime, parce que c'est moi qui dois chanter ces chansons tous les soirs."
Le juge d'"American Idol", Simon Cowell, a lui aussi commenté cette situation dans un des derniers numéros de Entertainment Weekly, défendant Clarkson en disant "Kelly n'est pas une poupée, elle n'aime pas qu'on lui dise ce qu'elle doit faire. Elle aurait pu prendre la solution facile, qui est, vous serez d'accord, Max Martin, le producteur de['Since U Been Gone' producer] -- c'est le succès garanti. Elle s'est montré très claire sur la direction musicale dans laquelle elle voulait aller pour cet album. On doit juste se dire 'Tu sais quoi? Cette fille nous a rapporté des millions et des millions de ventes.' On doit lui donner cette opportunité. Si ça marche, fantastique. Si elle décide ensuite qu'elle veut faire un album pop, tout bon compositeur et producteur voudrait travailler avec elle. Parce Kelly sera là pour 30 ans. Elle a une des meilleures voix pop dans le monde d'aujourd'hui. Ce qu'elle a vendu au Royaume-Uni, en Europe, en Asie n'a rien à voir avec American Idol. Ça a tout à voir avec le fait qu'elle a fait un superbe album et qu'elle a une voix incroyable. Ce n'est pas une fille qui a eu de la chance dans une compétition de talents; nous avons eu la chance de la trouver".

## Singles
Never Again
Never Again est le premier single mondial issu de l'album. Clarkson confirma sa sortie sur son site web le 4 avril 2007 et fut envoyé aux radios le 13 avril 2007. Le single se classa dans le top 10 du Billboard Hot 100 et s'y place même à la 8e position, cependant, contrairement aux précédents singles de la chanteuses, les passages à la radio de Never Again sont rares. Toutefois, le single a enrregistré un nombre impressionnant de téléchargements, plus de 991 000.
One Minute
One Minute est considéré comme le second single de l'album en Australie. 
Sober
Clarkson confirma que Sober est le second single de l'album sur son site officiel. La chanson fut envoyée aux radios le 6 juin 2007. Sober n'égala pas le succès de Never Again, mais d'après les critiques, la chanson était un single « inévitable » pour Clarkson. Malgré les critiques qui sont généralement positives, la chanson fut un échec au Billboard Hot 100, et se fait très discrète au cours de son lancement. À la suite de cet échec, les ventes de l'album ont fortement chuté, et aucun autre single n'a été lancé aux États-Unis.
Néanmoins, lors d'une interview, Clarkson déclara que si elle avait décidé de lancer Sober si rapidement, c'était uniquement parce qu'elle voulait montrer la diversité des morceaux du nouvel opus. Aucun clip vidéo accompagna la sortie du single.
Don't Waste Your Time
Don't Waste Your Time est le troisième et dernier single de My December. La chanson a été sortie uniquement dans certains pays, et atteint le Top 15 en Australie. Un clip vidéo a accompagné la sortie du single.
| Année | Single                | Position | Position | Position | Position | Position | Position |
| Année | Single                | U.S.     | US Pop   | US Dig   | CAN      | AUS      | R-U      |
| ----- | --------------------- | -------- | -------- | -------- | -------- | -------- | -------- |
| 2007  | Never Again           | 8        | 5        | 2        | 8        | 5        | 9        |
| 2007  | Sober                 | 110      | 93       |          |          |          |          |
| 2007  | Don't Waste Your Time |          |          |          |          | 14       |          |
| 2007  | One Minute            |          |          |          |          | 36       |          |

## Titres
1. "Never Again" (Clarkson/Messer) - 3:36
2. "One Minute" (Clarkson/Dioguardi/Maida) - 3:05
3. "Hole" (Clarkson/Messer/Baker/Kahne) - 3:01
4. "Sober" (Shnurov) - 4:50
5. "Don't Waste Your Time" (Clarkson/Messer) - 3:35
6. "Judas" (Clarkson/Messer/Baker/Kahne) - 3:36
7. "Haunted" (Clarkson/Messer/Halbert) - 3:18
8. "Be Still" (Clarkson/Eubanks) - 3:24
9. "Maybe" (Clarkson/Messer/Eubanks) - 4:22
10. "How I Feel" (Clarkson/Messer/Baker/Kahne) - 3:40
11. "Yeah" (Clarkson/Messer) - 2:42
12. "Can I Have a Kiss" (Clarkson/Shnurov/Messer/Baker) - 3:29
13. "Irvine" (Clarkson/Eubanks) - 4:15
14. "Chivas" Hidden Track (Clarkson/Messer) - 3:31

## My DecemberTour
Clarkson annonça sur son site web que le "My December Tour" commencerait le 11 juillet 2007 à Portland, dans l'Oregon. La tournée est composée de 37 dates à travers les États-Unis et le Canada. Plusieurs invités seront présents durant la tournée. 
Cependant, le 14 juin 2007, la tournée fut annulée. Michael Rapino de Live Nation déclara que "la vente des billets n'a pas été aussi forte que nous l'avions prévu, et nous avons finalement réalisé qu'il n'y aurait pas eu de bénéfices à faire avec cette tournée."
Pour ne pas décevoir ses fans, Kelly Clarkson promit à ses fans sur son blog qu'une autre tournée sera organisée d'ici peu.
Le 4 septembre 2007, un nouveau "My December Tour" fut organisé dans le Nord des États-Unis.

## Performances dans les charts
Lors de son lancement, My December se vendit mieux que le précédent album de Kelly Clarkson avec 291 000 exemplaires vendus et se classa 2e au Billboard 200, Breakaway (qui se plaça en 3e position du classement)
L'album débuta également à la seconde position dans les charts anglais, mais chuta à la 9e position la deuxième semaine, et à la 20e position la troisième semaine. Bien que l'album n'ait pas eu de promotion venant du label à la suite de la controverse, il a été certifié disque de platine par RIAA le 12 décembre 2007.
| Pays               | ref    | Position | Certification | Ventes   |
| ------------------ | ------ | -------- | ------------- | -------- |
| Australie          |        | 4        | Platine       | 70,000   |
| Autriche           | [ 24 ] | 8        |               |          |
| Belgique           | [ 25 ] | 23       |               |          |
| Canada             | [ 26 ] | 2        | Platine       | 100,000  |
| République tchèque | [ 28 ] | 33       |               |          |
| Danemark           | [ 29 ] | 17       |               |          |
| Estonie            | [ 30 ] | 26       |               |          |
| Finlande           | [ 30 ] | 19       |               |          |
| France             | [ 31 ] | 180      |               |          |
| Allemagne          | [ 32 ] | 5        |               |          |
| Grèce              | [ 33 ] | 2        |               |          |
| Irlande            | [ 34 ] | 2        | Or            | 7,500    |
| Japon              | [ 37 ] | 42       |               | 18,418   |
| Mexique            | [ 38 ] | 27       |               |          |
| Pays-Bas           | [ 39 ] | 7        |               |          |
| Nouvelle-Zélande   | [ 40 ] | 8        |               |          |
| Pologne            | [ 41 ] | 39       |               |          |
| Suède              | [ 42 ] | 38       |               |          |
| Suisse             | [ 43 ] | 5        |               |          |
| Taïwan 5-music     | [ 44 ] | 7        |               |          |
| Royaume-Uni        |        | 2        | Or            | 100,000+ |
| États-Unis         |        | 2        | Platine       | 832,000  |

## Dates de sorties
| Region      | Date           | Label       | Format             |
| ----------- | -------------- | ----------- | ------------------ |
| Europe      | 22 juin 2007   | Sony BMG    | CD                 |
| Brésil      | 22 juin 2007   | Sony BMG    | CD                 |
| Australie   | 23 juin 2007   |             | CD                 |
| Venezuela   | 23 juin 2007   | RCA Records | CD                 |
| Royaume-Uni | 25 juin 2007   |             | CD                 |
| États-Unis  | 26 juin 2007   | RCA Records | CD, Téléchargement |
| Thaïlande   | 5 juillet 2007 |             | CD                 |